# احمد فاطمی
احمد فاطمی وکیل دادگستری و نمایندهٔ دورهٔ دوازدهم مجلس شورای اسلامی از حوزه انتخابیه بابل در استان مازندران است که با کسب ۴۰ هزار و ۹۳۸ رای به مجلس شورای اسلامی راه پیدا کرد.

## سوابق اجرایی
- مشاور معاونت حقوقی، پارلمانی و امور دولت وزارت ارتباطات و فناوری اطلاعات
- رئیس مجمع عالی نخبگان استان مازندران
- عضو شورای هماهنگی مجمع عالی نخبگان ایران
- مشاور حقوقی و کارشناس ارشد اداره کل امور محاکم و حقوقی اموال توقیفی ستاد اجرایی فرمان امام
- نماینده هیئت نظارت مرکزی بر تشکل‌های سیاسی اسلامی دانشگاه آزاد اسلامی
- قائم مقام فرماندهی پایگاه بسیج انصار خمینی شهرستان بابل
- عضو شورای مرکزی انجمن اسلامی دانشجویی دانشگاه شهید بهشتی تهران